# Alfred García
Alfred García, född 14 mars 1997 i El Prat de Llobregat, är en spansk sångare som representerade sitt land i Eurovision Song Contest 2018 i Lissabon tillsammans med Amaia. Deras sång "Tu canción" kom på 23:e plats med 61 poäng.